# Paloma García Ovejero
Paloma García Ovejero (ur. 12 sierpnia 1975 w Madrycie) – hiszpańska dziennikarka radiowa, pierwsza kobieta na stanowisku rzecznika prasowego Stolicy Apostolskiej.

## Życiorys
W roku 1998 uzyskała licencjat z zakresu dziennikarstwa na Uniwersytecie Complutense w Madrycie. Następnie zdobyła magisterium ze studiów baskijskich (2001), a później studiowała Management Strategies and Communication na Uniwersytecie Nowojorskim (2006). Od roku 1998 była redaktorem, moderatorem, a później naczelną redaktor hiszpańskiej rozgłośni katolickiej ("Cadena Cope, Radio Española"), dla której od 2012 była korespondentką w Watykanie i Rzymie.
W dniu 11 lipca 2016 została mianowana zastępcą dyrektora Biura Prasowego Stolicy Apostolskiej (czyli rzecznikiem prasowym papieża). Urząd ten objęła z dniem 1 sierpnia 2016 roku. 31 grudnia 2018 papież Franciszek przyjął jej rezygnacje z funkcji wicedyrektora Biura Prasowego Stolicy Apostolskiej.
Jest osobą samotną, najstarszą z siedmiorga rodzeństwa. Należy do wspólnoty neokatechumenalnej.